# Gag (retrovirus)
Gag es uno de los genes que se encuentran en el genoma de los retrovirus, su nombre deriva de Gen-specific antigen  (Antígeno específico de grupo en inglés). La función del gen gag consiste en producir las proteínas estructurales de los virus que pertenecen a la familia mencionada. 